# Štěchovice, Strakonice
Štěchovice là một làng thuộc huyện Strakonice, vùng Jihočeský, Cộng hòa Séc.